# 1283
1283 (MCCLXXXIII) je bilo navadno leto, ki se je po julijanskem koledarju začelo na petek.

## Dogodki

### Vojna siciljanskih večernic
- februar - Aragonska flota in armada pod vodstvom kralja Petra III. osvojita večino Kalabrije. Sicilski kralj Karel Anžujski je v popolni defenzivi in v obupu apelira na Petra III. naj se ta konflikt razreši z dvobojem. Peter III. presenetljivo pristane na njegov predlog in ustavi kopensko ofenzivo. S posredovanjem sicer Francozom naklonjenega papeža Martina IV. je izbrano nevtralno mesto Bordeaux v angleški Gaskoniji. Vsak kralj naj si izbere šest najboljših vitezov s spremstvom stotih vitezov.↓

- 1. junij → Farsa v Bordeauxu: Peter III. incognito sicer prispe v Bordeaux, enako Karel Anžujski, vendar oba ob različnem času. V odsotnosti drug drugega se oba razglasita za zmagovalca. Peter III. se nato preko Pirenejev vrne v domačo Katalonijo, Karel Anžujski pa v Provanso in od tam v Neapelj. Ta čas ima na morju pobudo aragonsko-sicilski admiral Rogerij iz Laurije, ki obvladuje morje in nadzoruje obalo Kalabrije.
- 8. julij - Bitka za Malto: aragonska flota Rogerija iz Laurije porazi anžujsko-provansalsko floto in s tem zavaruje Malto za aragonsko krono.
- Mlajši brat Petra III. majorški[1] kralj Jakob II. podpre Francoze v boju proti starejšemu bratu. Za suverena prizna francoskega kralja Filipa III. in da dovoljenje Karlu Anžujskemu, da za potrebe napada na Aragonijo okupira južnofrancoska ozemlja v njegovem fevdu.[2]

### Angleška osvojitevWalesa
- Nadaljuje se totalna vojna Angležev proti Valižanom. Angleški kralj Edvard I. Dolgokraki napreduje z ogromno armado po Walesu. Ostanek valižanske vojske pod vodstvom valižanskega princa Dafydda ap Gruffydda poskuša nasprotnika ovirati z gverilskim bojevanjem.
- 25. april - Angleži zavzamejo utrdbo Castell y Bere v zahodnem osrednjem Walesu ob obali. Dafyddu ap Gruffyddu uspe pravočasno pobegniti.
- maj - Dafydd ap Gruffydd se z družino in s peščico privržencev umakne v gorato Snowdonio v severnem Walesu, kjer trpijo hudo pomanjkanje. Večina privržencev zapusti Dafydda z družino.
- 22. junij - Valižanskega princa Dafydda ap Gruffydda in njegovega mlajšega sina Owaina ap Dafydda, ki sta izdana, ujamejo Angleži v neki močvari.
  - 29. junij - Ujet je še starejši sin Llywelyn ap Dafydd. Oba sinova sta mesec dni kasneje prestavljena v Anglijo, kjer ju Edvard I. dosmrtno zapre v kletki.
- 30. september - Angleški kralj Edvard I. obsodi Dafydda ap Gruffydda na smrt zaradi veleizdaje.
- 3. oktober - Usmrtitev valižanskega princa Dafydda ap Gruffydda. Edvard I. je zanj predpisal počasno in bolečo smrt, ti.  Hanged, drawn and quartered, ki je v nadaljevanju postala standard za torturo in usmrtitev vseh veleizdajalcev angleške krone. Obešenju z izgubo zavesti in ponovnim ozavedenjem obsojenca je sledila odstranitev genitalij, temu razparanje trebuha in odstranitev drobovja, ko je bil obsojenec še pri zavesti, nazadnje pa je bilo truplo še razčetverjeno.
  - Kruta usoda doleti tudi Dafyddovo hčerko Gwladys ferch Dafydd, enoletno princeso, ki so jo potem po naročilu Edvarda I. vzredili in vzgajali v strogo zaprtem samostanu brez kakršnega koli stika z domačimi ali z valižansko kulturo.
- Angleška kolonizacija Walesa: Edvard I. nadaljuje z intenzivno kolonizacijo Walesa. Ustanavlja mesta, ki so z obzidji določena samo za Angleže in prepovedana za Valižane, hkrati pa ukaže zgraditi kopico močno utrjenih gradov, ki bi domorodce odvrnile od vsakršnega poskusa upora.[3] Nova mesta so Flint, Aberystwyth in Rhuddlan, utrdbe pa Beaumaris, Caernarfon, Conwy in Harlech. Edvard I. nagradi s povečanjem in reorganizacijo Valižanske marke[4] zveste privržence, predvsem plemstvo valižanskega in angleškega normanskega rodu, nagradi pa tudi tiste valižanske plemiče, ki so prestopili na njegovo stran.

### Mongolski imperij
- Pagansko kraljestvo, Burma: invazija Mongolov iz Sečuana pod vodstvom princa Sangudarja. Razmeroma majhna mongolska vojska z okoli 10.000 vojaki, večinoma pomožnih enot ljudstva Miao, v dveh kolonah ločeno porazi Pagansko vojsko. Paganski kralj pobegne proti jugu. 1284 ↔
  - Kmerski kralj Jadžavarman VIII. izpusti ujete odposlance in pošlje velikemu kanu tribut.
- Veliki kanal Peking-Hangzhou, Kitajska: dokončan je skrajšan odsek Velikega kanala, ki se izogne mestu Kaifeng[5] in skrajša plovno razdaljo med severom in jugom Kitajske za okoli 700 km.
- V Moskovski kneževini prevzame oblast Daniel Aleksandrovič, najmlajši sin Aleksandra Nevskega. Moskva ostaja triutarno vezana na Zlato hordo.

### Ostalo
- 1. junij - Rheinfeldenski sporazum: nemški kralj Rudolf I. Habsburški postavi pravila dedovanja po primogenituri. Starejši Rudolfov sin Albert I. s tem izrine mlajšega Rudolfa II., ki naj bi bil kompenziran s habsburškimi posesti na Švabskem (Vorderösterreich, Prednja Avstrija), kar pa se ne zgodi. Temu "sporazumu" sledi seveda večji spor znotraj habsburške družine. 1309 ↔
  - Češki kralj Venčeslav II. Pšemisl se star 12 let vrne v Prago. Namesto brandenburškega mejnega grofa prevzame regentstvo kraljica-mati Kunigunda Slavonska.
- 30. november - Umrlega mojstra dominikanskega reda Janeza iz Vercellija nasledi Munio de Zamora, 6. mojster po seznamu.
- 15. december - Po umrlem titularnem latinskem cesarju Filipu de Courtenayju nasledi naslov hčerka Katarina de Courtenay.
- Rostoški deželni mir[6]: deset letni mir in poenotenje ekonomskega prostora sklenejo konfederacija hanseatskih mest Lübeck, Rostock, Wismar, Stralsund, Greifswald, Stettin, Demmin in Anklam ter vojvodstvi Saška in Pomeranija, kneževina Rügen, skupaj s še nekaterimi manjšimi fevdalci.
- Vojvodina Limburg: izbruh vojne za nasledstvo Limburške vojvodine med pretendentoma grofom Gueldersa Reginaldom I.[7] in vojvodom Brabanta Ivanom I., ki mu je grof Berga Adolf VIII.[8] prodal nasledstvene pravice. Na stran Reginalda I. se postavi tradicionalen nasprotnik Brabanta kölnski nadškof Sigfrid Westerburški. Po nekaj praskah nobena stran ni sposobna izbojevati odločujoče zmage. 1288 ↔
- Francoski kralj Filip III. preseli Jude s podeželja v mestne gete.
- Gruzija: močan potres uniči več kot 2/3 Vardazije, podzemnega mesta, vklesanega v lapor.
- Kraljestvo Sukhotai, Tajska: uvedba tajske abecede. Po izročilu je novo zlogovno abecedo sestavil kralj Ram Khamhaeng.[9]
- Neznan avtor izda kompilacijo nabožnih Pesmi o Sveti Mariji (Cantigas de Santa Maria). Zbirka 420 pesmi v galicijščini vključuje tudi notacijo.

- Po naročilu kastiljskega kralja Alfonza X. je dokončano knjižno delo o igrah Libro de los juegos. Knjiga vsebuje opis in miniaturne prizore iz treh iger: šaha (znanje), kockanja (sreča) in backgammona (znanje in sreča).
- Francoski truver na anžujskem dvoru Adam de la Halle konča pastoralno pesnitev Jeu de Robin et Marion, o revnem pastirju Robinu, njegovi izbranki zvesti pastirici Marion in vitezu, ki ji da boljši predlog.[10]
- Katalonski učenjak Rajmond Llull dokonča razvojni roman Blanquerna o istoimenskem protagonistu, sinu trgovca, ki je postopoma in trudoma napredoval od redovniškega novica do papeža.Delo je napisano v katalonščini.
- Precej bizarnega ravnanja so deležni posmrtni ostanki florentinskega gibelinskega plemiča Farinata degli Ubertija († 1264) in njegove soproge. Frančiškanski inkvizitorji ju obtožijo krivoverstva, ekshumirajo njune ostanke in jima sodijo ter naposled obtožijo krivoverstva. Inkvizicijski postopek je dokazal, da sta bila obtožena epikurejca, ki sta zanikala posmrtno življenje, in vulgarna hedonista. Kazen za oba je sežig in raztros pepela, kar bo preprečilo možnost vstajenja med izbrane in pravične, ki bodo v vsej svoji polnosti zrli Boga na Sodni dan.

## Rojstva
- 9. april - Margareta Norveška, princesa, škotska kraljica († 1290)

Neznan datum
- Abu Sabit Amir, marinidski sultan († 1308)
- Edward Balliol, pretendent za škotskega kralja († 1367)
- Izabela Kastiljska, aragonska kraljica († 1328)
- Jošida Kenko, japonski pisatelj († 1350)
- Juan Ruiz, kastiljski pesnik († 1350)
- Kejkubad III., sultan Sultanata Rum († 1302)
- Matteo Villani, italijanski zgodovinar († 1363)

## Smrti
- 9. januar - Wen Tianxiang, kitajski državnik, pesnik (* 1236)
- 5. marec -  Ata-Malik Džuvejni, perzijski zgodovinar in politik (* 1226)
- 9. april - Margareta Škotska, norveška kraljica (* 1261)
- 12. avgust - Blanka Navarska, bretonska vojvodinja (* 1226)
- 3. oktober - Dafydd ap Gruffydd, valižanski princ (* 1235)
- 30. november - Janez iz Vercellija, general dominikancev (* 1205)
- 15. december - Filip de Courtenay, titularni latinski cesar (* 1243)

Neznan datum
- Abu Išak Ibrahim I., hafsidski sultan
- Cynfrig ap Madog, valižanski konstabl
- Karma Pakši, tibetanski lama ločine Kagju (* 1204)
- Mojzes ibn Tibon, francoski judovski zdravnik in prevajalec (* 1200)
- Zakariya Qazvini, arabski učenjak, pisatelj (* 1203)